# Potentilla freyniana
Potentilla freyniana là loài thực vật có hoa trong họ Hoa hồng. Loài này được Bornm. miêu tả khoa học đầu tiên năm 1904.